# 2010年のNBAドラフト
2010年のNBAドラフトは2010年6月24日にニューヨーク州マンハッタンにあるマディソン・スクエア・ガーデンにおいて開催された。2010年5月18日に行われた抽選によってワシントン・ウィザーズが全体1位指名権を獲得。

## ドラフト指名

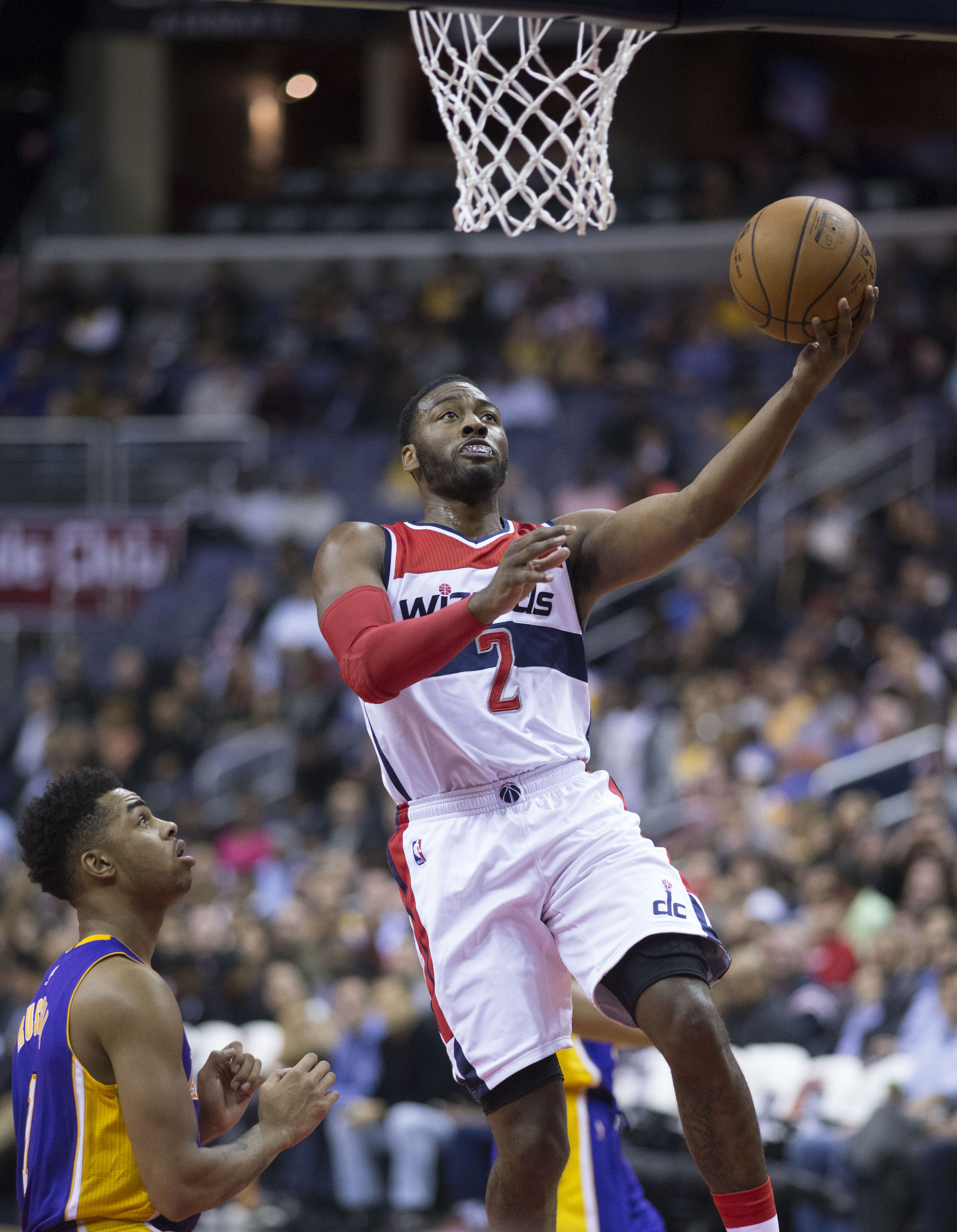
ジョン・ウォールは全体1位でワシントン・ウィザーズに指名された。

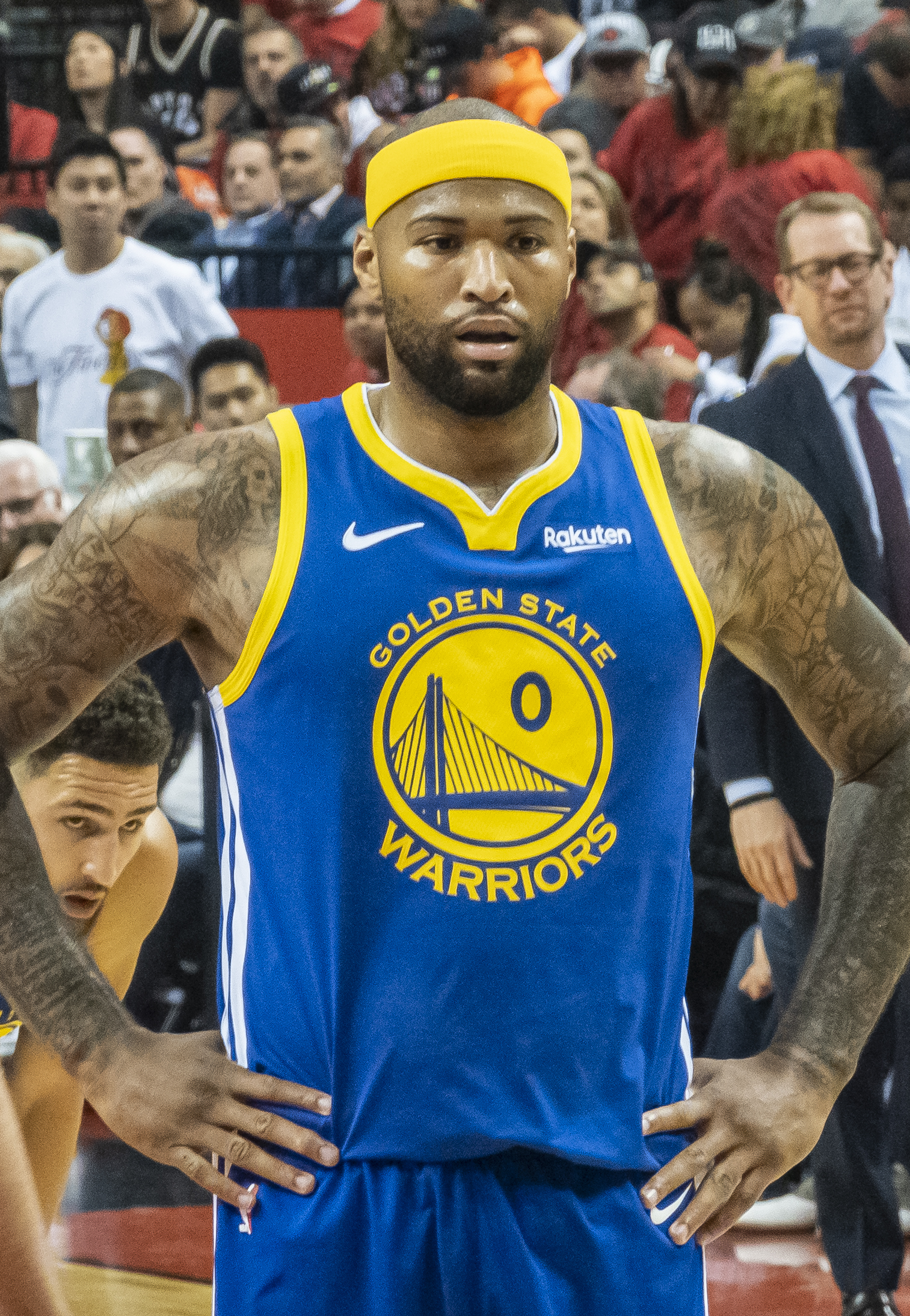
デマーカス・カズンズは全体5位でサクラメント・キングスに指名された。

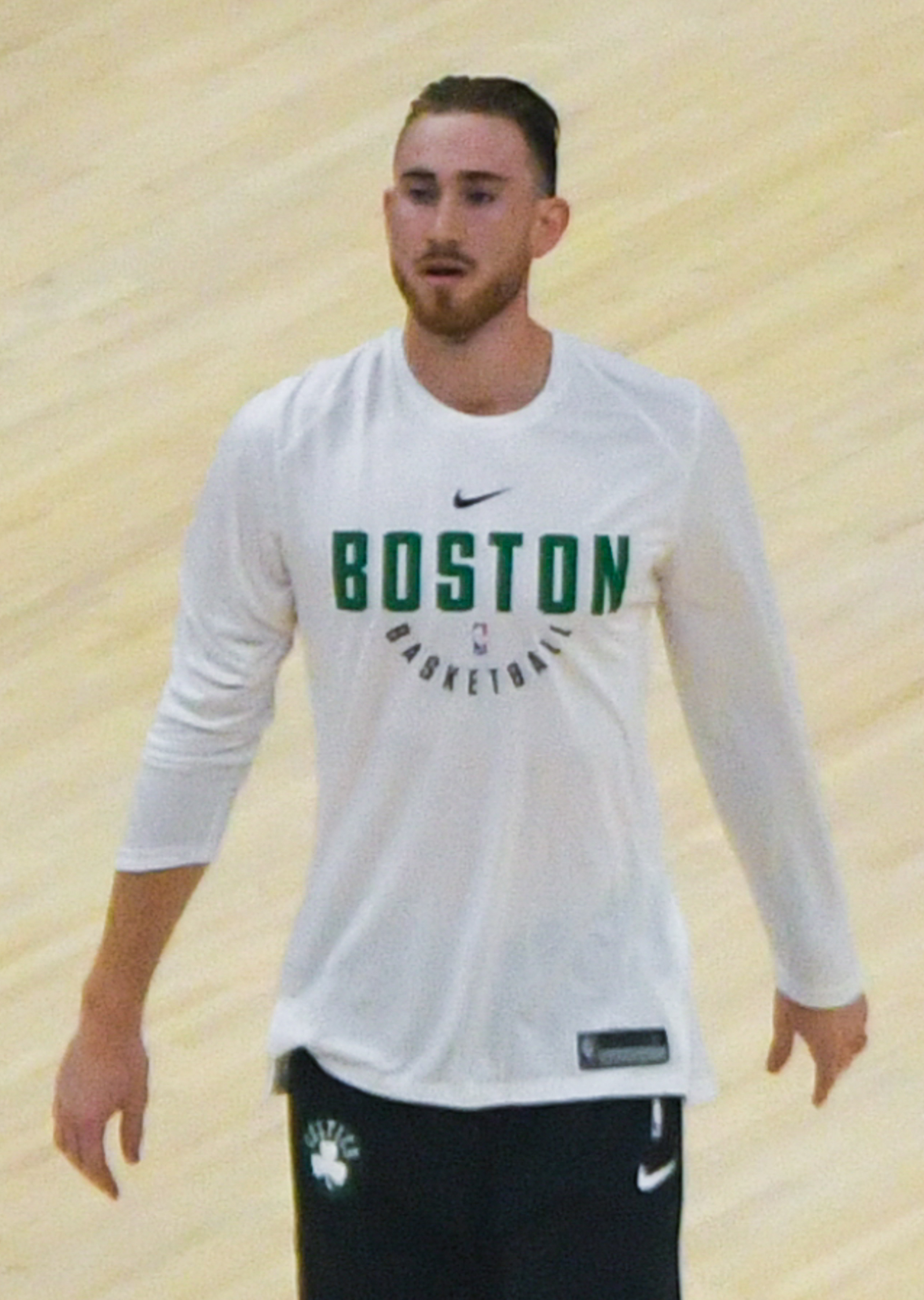
ゴードン・ヘイワードは全体9位でユタ・ジャズに指名された。

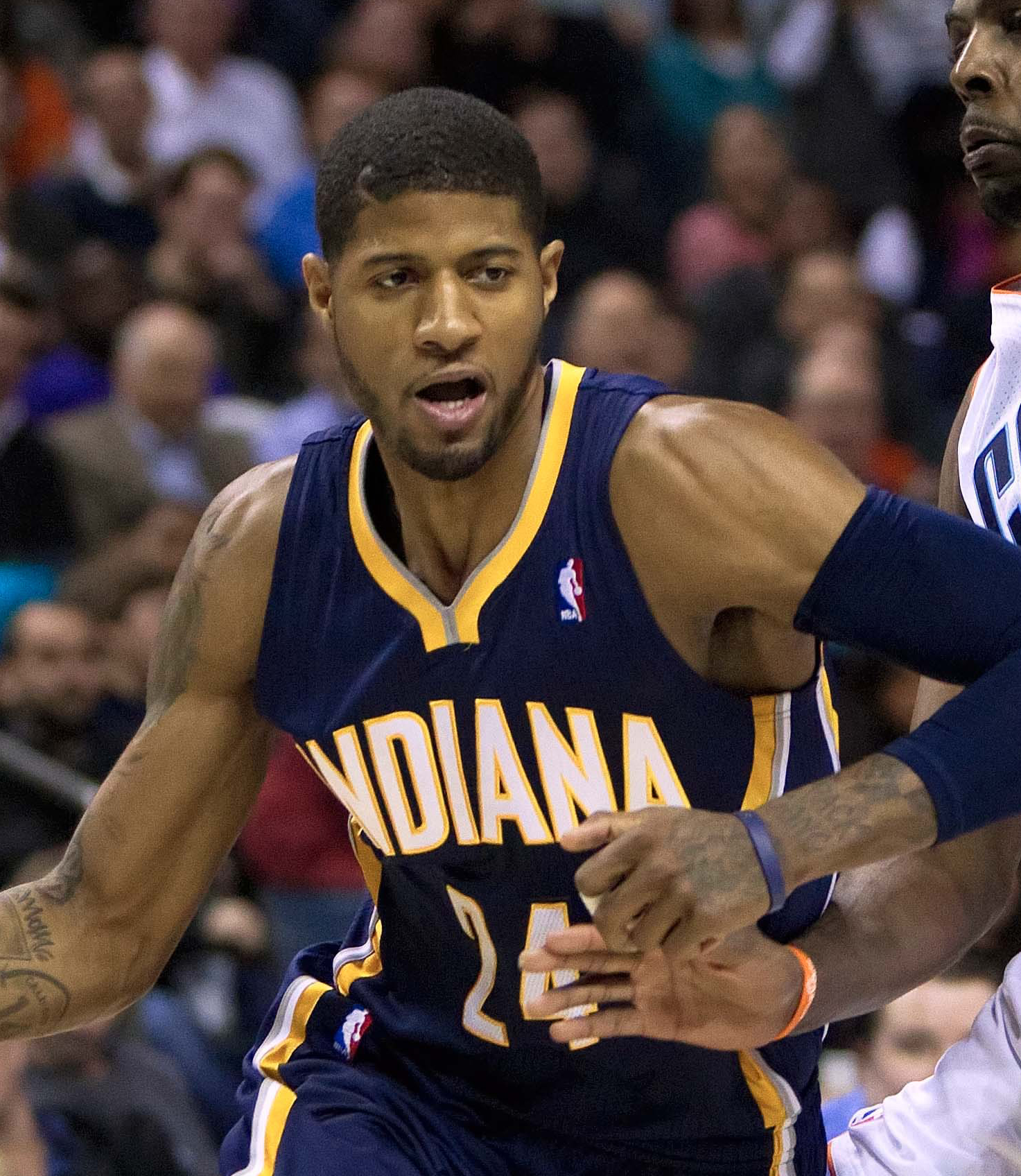
ポール・ジョージは全体10位でインディアナ・ペイサーズに指名された。

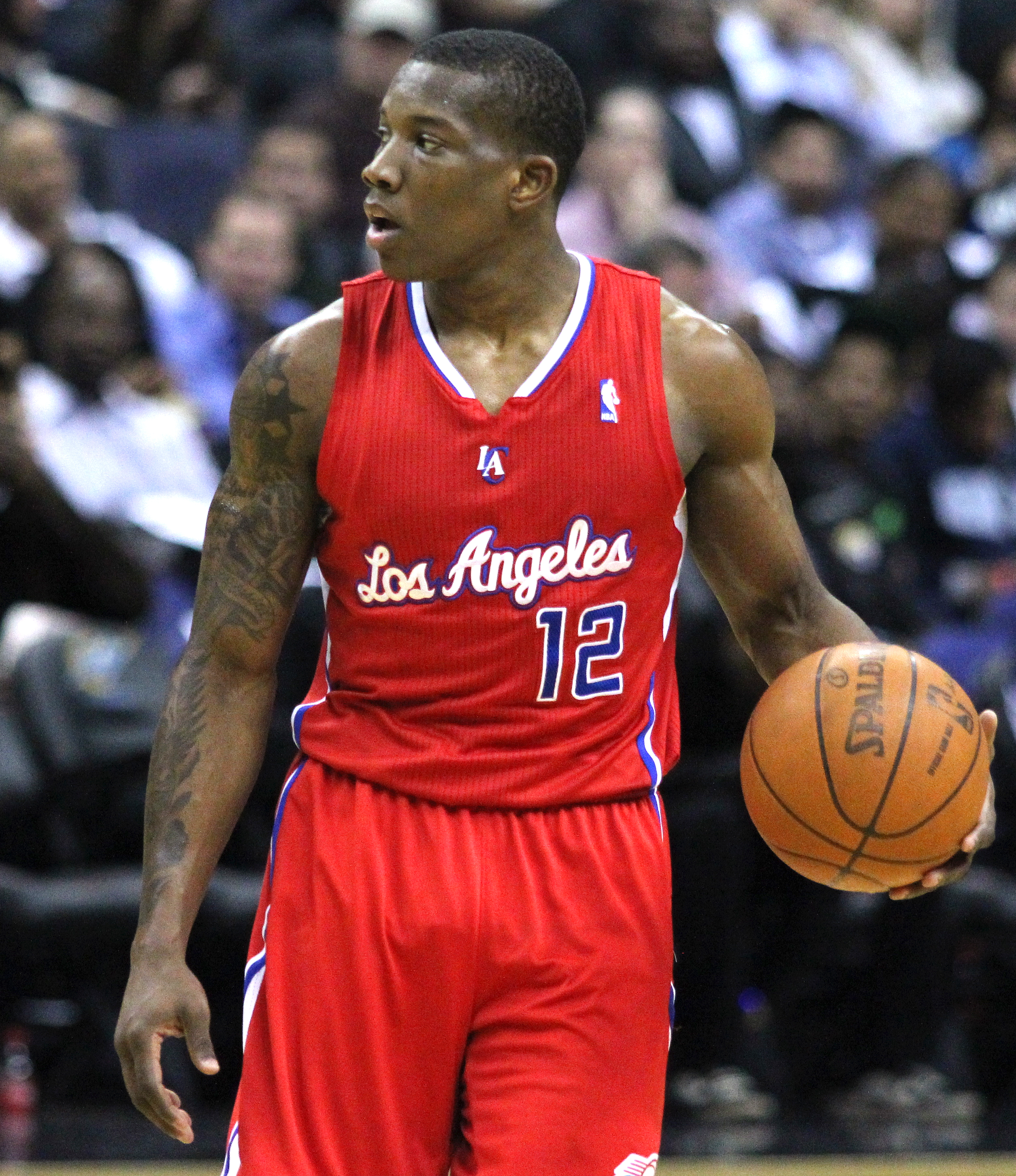
エリック・ブレッドソーは全体18位でオクラホマシティ・サンダーに指名された（その後にクリッパーズへトレード）。

| PG | ポイントガード | SG | シューティングガード | SF | スモールフォワード | PF | パワーフォワード | C | センター |

| S | NBAオールスター               |
| A | オールNBAチーム               |
| R | NBAオールルーキーチーム       |
| D | NBAオールディフェンシブチーム |
| C | NBAチャンピオン               |
| F | ファイナルMVP                 |
| # | NBAでのプレー経験なし         |
| M | シーズンMVP                   |

### 1巡目
| 指名順 | 選手名                          | 経歴    | 国籍           | 指名チーム                                                                                | 出身校など                       |
| ------ | ------------------------------- | ------- | -------------- | ----------------------------------------------------------------------------------------- | -------------------------------- |
| 1      | ジョン・ウォール (PG)           | S A R D | アメリカ合衆国 | ワシントン・ウィザーズ                                                                    | ケンタッキー大学                 |
| 2      | エバン・ターナー (SG)           |         | アメリカ合衆国 | フィラデルフィア・セブンティシクサーズ                                                    | オハイオ州立大学                 |
| 3      | デリック・フェイバーズ (PF)     | R       | アメリカ合衆国 | ニュージャージー・ネッツ                                                                  | ジョージア工科大学               |
| 4      | ウェズリー・ジョンソン (SF)     | R       | アメリカ合衆国 | ミネソタ・ティンバーウルブズ                                                              | シラキュース大学                 |
| 5      | デマーカス・カズンズ (C)        | S A R   | アメリカ合衆国 | サクラメント・キングス                                                                    | ケンタッキー大学                 |
| 6      | エペイ・ウドゥ (PF)             |         | アメリカ合衆国 | ゴールデンステート・ウォリアーズ                                                          | ベイラー大学                     |
| 7      | グレッグ・モンロー (C)          | R       | アメリカ合衆国 | デトロイト・ピストンズ                                                                    | ジョージタウン大学               |
| 8      | アル＝ファルーク・アミヌ (SF)   |         | アメリカ合衆国 | ロサンゼルス・クリッパーズ                                                                | ウェイクフォレスト大学           |
| 9      | ゴードン・ヘイワード (SG)       | S       | アメリカ合衆国 | ユタ・ジャズ（ニューヨークからフェニックスを経由して）                                    | バトラー大学                     |
| 10     | ポール・ジョージ (SF)           | S A R D | アメリカ合衆国 | インディアナ・ペイサーズ                                                                  | カリフォルニア州立大学フレズノ校 |
| 11     | コール・オルドリッチ (C)        |         | アメリカ合衆国 | ニューオーリンズ・ホーネッツ→オクラホマシティにトレード                                   | カンザス大学                     |
| 12     | ゼイビア・ヘンリー (SG)         |         | アメリカ合衆国 | メンフィス・グリズリーズ                                                                  | カンザス大学                     |
| 13     | エド・デイビス (PF)             |         | アメリカ合衆国 | トロント・ラプターズ                                                                      | ノースカロライナ大学             |
| 14     | パトリック・パターソン (PF)     |         | アメリカ合衆国 | ヒューストン・ロケッツ                                                                    | ケンタッキー大学                 |
| 15     | ラリー・サンダース (PF)         |         | アメリカ合衆国 | ミルウォーキー・バックス（シカゴから）                                                    | バージニア・コモンウェルス大学   |
| 16     | ルーク・バビット (SF)           |         | アメリカ合衆国 | ミネソタ・ティンバーウルブズ（シャーロットからデンバーを経由して）→ポートランドにトレード | ネバダ大学リノ校                 |
| 17     | ケビン・セラフィン (PF)         |         | フランス       | シカゴ・ブルズ（ミルウォーキーから） →ワシントンにトレード                                | ショレ・バスケット（フランス）   |
| 18     | エリック・ブレッドソー (PG)     | R D     | アメリカ合衆国 | オクラホマシティ・サンダー（マイアミから）→ロサンゼルス・クリッパーズにトレード           | ケンタッキー大学                 |
| 19     | エイブリー・ブラッドリー (PG)   | D C     | アメリカ合衆国 | ボストン・セルティックス                                                                  | テキサス大学                     |
| 20     | ジェームズ・アンダーソン (SG)   |         | アメリカ合衆国 | サンアントニオ・スパーズ                                                                  | オクラホマ州立大学               |
| 21     | クレイグ・ブラッキンズ (PF)     |         | アメリカ合衆国 | オクラホマシティ・サンダー→ニューオーリンズを経由してフィラデルフィアにトレード           | アイオワ州立大学                 |
| 22     | エリオット・ウィリアムズ (SG)   |         | アメリカ合衆国 | ポートランド・トレイルブレイザーズ                                                        | メンフィス大学                   |
| 23     | トレバー・ブッカー (PF)         |         | アメリカ合衆国 | ミネソタ・ティンバーウルブズ（ユタからフィラデルフィアを経由して）→ワシントンにトレード   | クレムゾン大学                   |
| 24     | デイミオン・ジェームズ (PF)     |         | アメリカ合衆国 | アトランタ・ホークス→ニュージャージーにトレード                                           | テキサス大学                     |
| 25     | ドミニク・ジョーンズ (SG)       | C       | アメリカ合衆国 | メンフィス・グリズリーズ（デンバーから）→ダラスにトレード                                 | 南フロリダ大学                   |
| 26     | クインシー・ポンデクスター (SF) |         | アメリカ合衆国 | オクラホマシティ・サンダー（フェニックスから）→ニューオーリンズにトレード                 | ワシントン大学                   |
| 27     | ジョーダン・クロフォード (SG)   |         | アメリカ合衆国 | ニュージャージー・ネッツ（ダラスから）→アトランタにトレード                               | ザビエル大学                     |
| 28     | グレイビス・バスケス (PG)       |         | ベネズエラ     | メンフィス・グリズリーズ（ロサンゼルス・レイカーズから）                                  | メリーランド大学                 |
| 29     | ダニエル・オートン (C)          |         | アメリカ合衆国 | オーランド・マジック                                                                      | ケンタッキー大学                 |
| 30     | ラザー・ヘイワード (SF)         |         | アメリカ合衆国 | ワシントン・ウィザーズ（クリーブランドから）→ミネソタにトレード                           | マーケット大学                   |

### 2巡目
| 指名順 | 選手名                          | 経歴 | 国籍           | 指名チーム                                                                                              | 出身校など\|                            |
| ------ | ------------------------------- | ---- | -------------- | --- | --------------------------------------- |
| 31     | ティボー・プレイス (C)          |      | ドイツ         | ニュージャージー・ネッツ→アトランタとオクラホマシティを経由してユタにトレード                           | ブローゼ・バスケッツ（ドイツ）          |
| 32     | デクスター・ピットマン (C)      | C    | アメリカ合衆国 | マイアミ・ヒート（ミネソタからオクラホシティを経由して）                                                | テキサス大学                            |
| 33     | ハッサン・ホワイトサイド (C)    | D    | アメリカ合衆国 | サクラメント・キングス                                                                                  | マーシャル大学                          |
| 34     | アーモン・ジョンソン (PG)       |      | アメリカ合衆国 | ポートランド・トレイルブレイザーズ（ゴールデンステートから）                                            | ネバダ大学リノ校                        |
| 35     | ネマニャ・ビエリツァ (SF)       |      | セルビア       | ワシントン・ウィザーズ→ミネソタにトレード                                                               | レッドスター・ベオグラード（セルビア）  |
| 36     | テリコ・ホワイト (SG)           | #    | アメリカ合衆国 | デトロイト・ピストンズ                                                                                  | ミシシッピ大学                          |
| 37     | ダリントン・ホブソン (SG)       |      | アメリカ合衆国 | ミルウォーキー・バックス（フィラデルフィアから）                                                        | ニューメキシコ大学                      |
| 38     | アンディ・ロウティンス (SG)     |      | カナダ         | ニューヨーク・ニックス                                                                                  | シラキュース大学                        |
| 39     | ランドリー・フィールズ (SF)     | R    | アメリカ合衆国 | ニューヨーク・ニックス（ロサンゼルス・クリッパーズからデンバーを経由して）                              | スタンフォード大学                      |
| 40     | ランス・スティーブンソン (SG)   |      | アメリカ合衆国 | インディアナ・ペイサーズ                                                                                | シンシナティ大学                        |
| 41     | ジャービス・バーナード (PF)     |      | アメリカ合衆国 | マイアミ・ヒート（ニューオーリンズから）                                                                | ミシシッピ州立大学                      |
| 42     | ダショーン・バトラー (SG)       | #    | アメリカ合衆国 | マイアミ・ヒート（トロントから）                                                                        | ウェストヴァージニア大学                |
| 43     | デビン・イーバンクス (SG)       |      | アメリカ合衆国 | ロサンゼルス・レイカーズ（メンフィスから）                                                              | ウェストバージニア大学                  |
| 44     | ジェローム・ジョーダン (C)      |      | ジャマイカ     | ミルウォーキー・バックス（シカゴからポートランドとゴールデンステートを経由して）→ニューヨークにトレード | タルサ大学                              |
| 45     | パウラォン・プレステス (C)      | #    | ブラジル       | ミネソタ・ティンバーウルブズ（ヒューストンから）                                                        | CBムルシア（スペイン）                  |
| 46     | ガニ・ラワル (PF)               |      | ナイジェリア   | フェニックス・サンズ（シャーロットから）                                                                | ジョージア大学                          |
| 47     | タイニー・ガロン (SF)           | #    | アメリカ合衆国 | ミルウォーキー・バックス                                                                                | オクラホマ大学                          |
| 48     | ラテイビアス・ウィリアムズ (PF) | #    | アメリカ合衆国 | マイアミ・ヒート→オクラホマシティにトレード                                                             | タルサ・シックスティシクサーズ（NBADL） |
| 49     | ライアン・リチャーズ (PF)       | #    | イングランド   | サンアントニオ・スパーズ                                                                                | グラン・カナリア（スペイン）            |
| 50     | ソロモン・アラビ (C)            |      | ナイジェリア   | ダラス・マーベリックス（オクラホマシティから）→トロントにトレード                                       | フロリダ州立大学                        |
| 51     | マグナム・ロール (C)            | #    | バハマ         | オクラホマシティ・サンダー（ポートランドからダラスとミネソタを経由して）→インディアナにトレード         | ルイジアナ工科大学                      |
| 52     | ルーク・ハランゴディ (SF)       |      | アメリカ合衆国 | ボストン・セルティックス                                                                                | ノートルダム大学                        |
| 53     | ポップ・サイ (SF)               |      | セネガル       | アトランタ・ホークス                                                                                    | STB・ラ・ハーヴ（フランス）             |
| 54     | ウィリー・ウォーレン (SG)       |      | アメリカ合衆国 | ロサンゼルス・クリッパーズ（デンバーから）                                                              | オクラホマ大学                          |
| 55     | ジェレミー・エバンス (SF)       |      | アメリカ合衆国 | ユタ・ジャズ                                                                                            | ウエスタンケンタッキー大学              |
| 56     | ハマディ・ヌディアエ (C)        |      | セネガル       | ミネソタ・ティンバーウルブズ（フェニックスから）→ワシントンにトレード                                   | ラトガース大学                          |
| 57     | ライアン・リード (PF)           |      | アメリカ合衆国 | インディアナ・ペイサーズ（ダラスから）→オクラホマシティにトレード                                       | フロリダ州立大学                        |
| 58     | デリック・キャラクター (PF)     |      | アメリカ合衆国 | ロサンゼルス・レイカーズ                                                                                | テキサス大学エルパソ校                  |
| 59     | スタンリー・ロビンソン (SF)     | #    | アメリカ合衆国 | オーランド・マジック                                                                                    | コネティカット大学                      |
| 60     | ドウェイン・コリンズ (PF)       | #    | アメリカ合衆国 | フェニックス・サンズ（クリーブランドから）                                                              | マイアミ大学                            |

- このシーズンのルーキー・オブ・ザ・イヤーは2009年ドラフト1位指名のブレイク・グリフィン(故障により2009-2010シーズンの出場がなかったため)

## ドラフト外入団の主な選手
- ジェレミー・リン (PG), ハーバード大学
- ボバン・マリヤノビッチ (C), セルビア
- アレクセイ・シェヴド (SG), ロシア
- ドナルド・スローン (PG), テキサスA&M大学
- イシュ・スミス (PG), ウェイク・フォレスト大学
- ランス・トーマス (PF), デューク大学